# 白いポピー

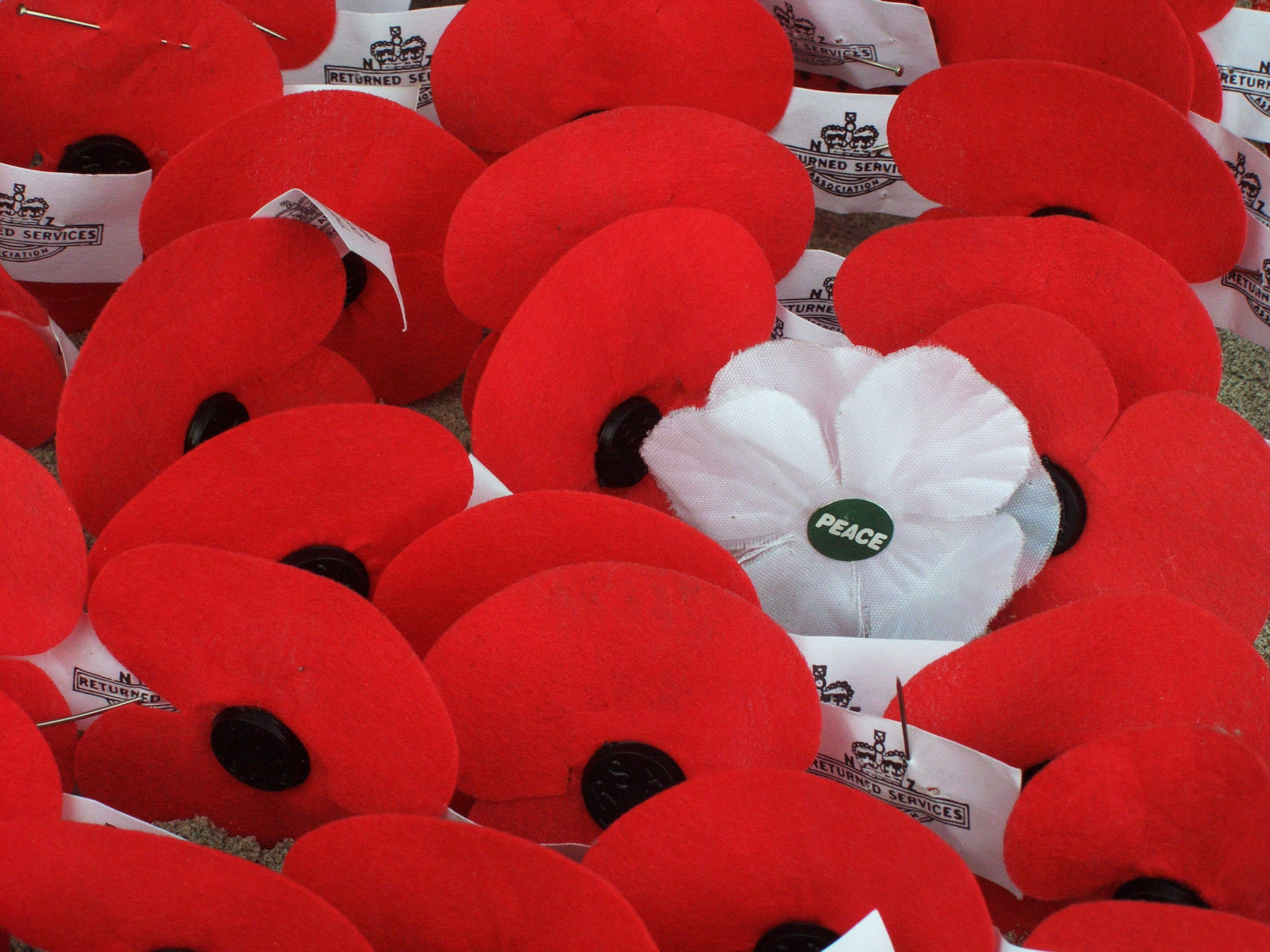
ニュージーランドにある記念碑にANZACの日への贈り物として設置された造花のポピー。ほとんどはニュージーランド退役軍人協会が販売している赤いポピーだが、ひとつだけ白いポピーがある。

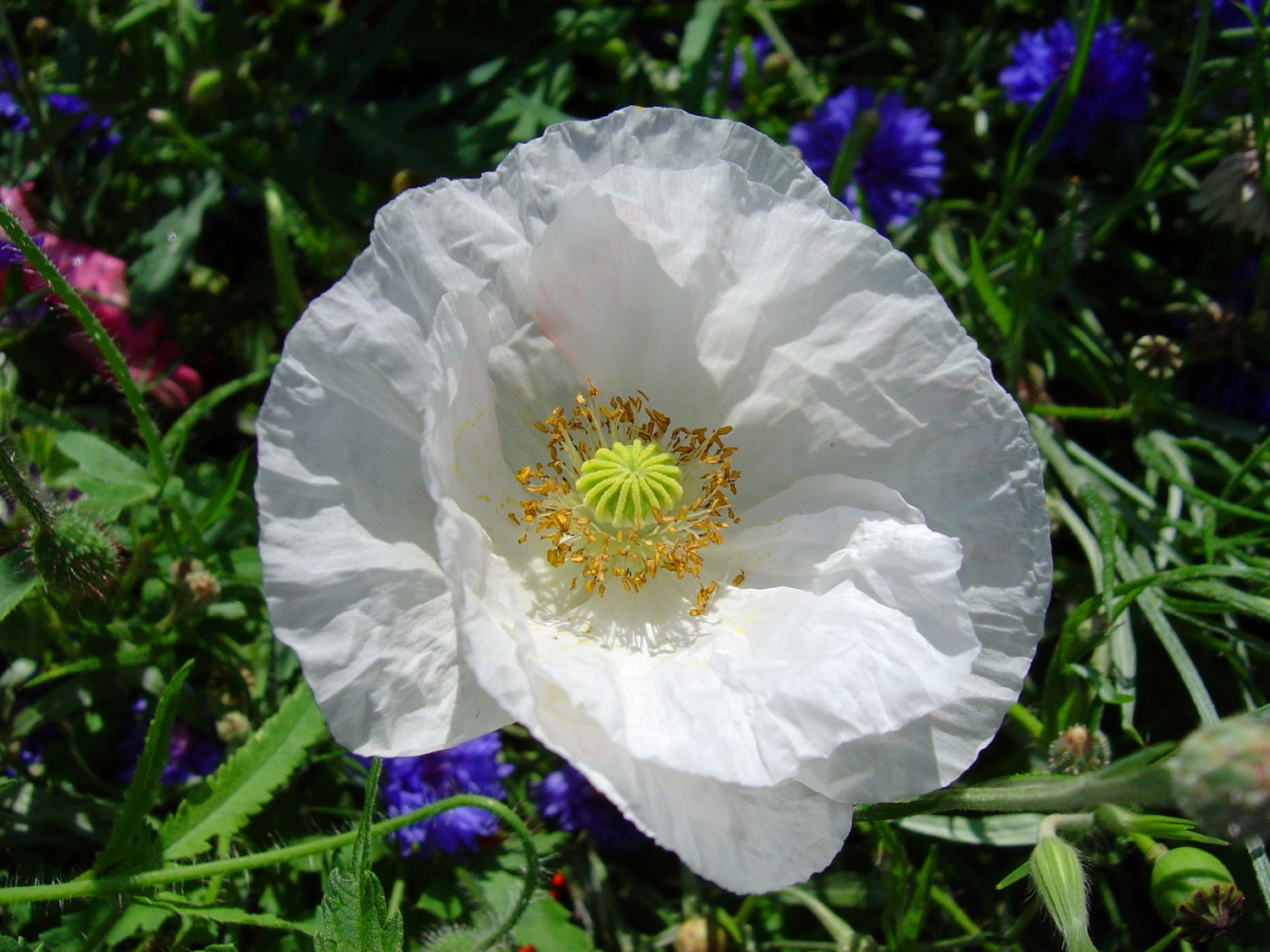
白いポピー
(アルクトメコン・メリアミー)

白いポピー（英語：White poppy）は、平和の象徴とされた花である。イギリスの戦没者追悼記念日リメンブランス・デーやニュージーランドの戦没者追悼記念日ANZACの日に襟章として身に着け、記念碑に贈られる赤いリメンブランス・ポピーの代わりとして使われている。

## 歴史
1926年にイギリスで赤いリメンブランス・ポピーが導入された数年後、ノー・モア・ウォー・ムーヴメントのメンバーは平和主義の考えから赤いポピーの代わりか別の物として白いポピーを使用し、リメンブランス・ポピーの黒い中心部に「戦争反対」と刻むよう提案した。
赤いポピーはイギリス軍の死者のみを示すものであるが、ノー・モア・ウォー・ムーヴメントの提案の意図は「全ての戦争の被害者を忘れないことと、さらに全ての戦争の終結を望む」という意味もあった。これらは実行されなかったが、最初の白いポピーは1933年に女性ギルド協同組合によって販売された。平和誓約ユニオン(PPU)がその後頒布に参加するようになった。1937年から白いポピーのリースが戦争をもう2度と起こしてはならないという平和への誓いとして置かれた。今はイングランド国教会平和主義同盟のような反戦組織が白いポピー運動を支援している。
白いポピーの着用を推奨する人々は、赤いポピーも特定の政治的立場を伝えていると主張し、北アイルランドにおいては赤いポピーが対立をもたらしている事を指摘している。北アイルランドでは、赤いポピーはイギリスとの統一を主張するユニオニストが主に身に着けているが、独立を主張するアイルランド共和主義者からはボイコットされている。

### ニュージーランド
ニュージーランドでは、年に1度の白いポピー募金（ホワイト・ポピー・アピール）は2009年以来、平和運動アオテアローアによってANZACの日に先立って運営されており、その収入は全て白いポピーの平和研究奨学金に費やされる。そのアピールは議論を醸すようなものだと考える者もおり、退役軍人相ジュディス・コリンズは、白いポピー募金は「国を守った人々に対して非常に無礼なものだ」と主張している。
ニュージーランドでもリメンブランス・デーを祝うために白いポピーが身につけられている。 それまで、年に1度の白いポピーアピールは広島市に原爆が投下された8月6日、核軍縮キャンペーンの資金調達として運営されていた。ニュージーランドで行われた核軍縮キャンペーンは2008年に停止したので、年に1度のアピールを計画する責任は平和運動アオテアローアに移された。

### 論争
リメンブランス・ポピー募金を運営する退役軍人・戦没者福祉団体 ロイヤル・ブリティッシュ・リージョンは、白いポピーの着用についての公式の見解を持っておらず、「それは選択の問題だ。リージョンは赤いポピーを身に着けるか白いポピーを身に着けるかどちらも身に着けないかどうかということに関しては一切問題にしていない」と述べている。しかしながら、白いポピーの対抗勢力は、伝統的な赤いポピーはすでに「全ての戦争犠牲者を覚えていること」という白いポピーを求める意見を含んでいると述べ、白いポピーはリメンブランスのメッセージを傷つけていると考えている。
赤いポピーをイギリスに対して行った戦争の犠牲者ではなく、イギリス人の死者のみを主に慰霊するもので、つまり赤いポピーは政治的象徴であるとみなす北アイルランドナショナリストのようなグループもいまだに存在する。白いポピーが初めて確立した1930年代、白いポピーを着用したために仕事を失った女性もいた。白いポピー募金によって集まったお金は、赤いポピー募金の募金額に影響するかもしれないと考える人もいた。
1986年、ソールズベリー主教であるジョン・ベイカーは教区の会報で、白いポピーの適切さについて尋ねられたことがあった。ベイカーはそれについて「もし白いポピーを見かけても傷つかないようにしましょう…赤いポピーと白いポピーが並んで咲く十分なスペースがあります」と答えたという。ソーズベリー市選出庶民院議員のロバート・キーはこの見解に反対し、後になってイギリスの首相であるマーガレット・サッチャーにその会報についての意見を求めたが、サッチャーは首相質問の際、シンボルに「深い嫌悪感」を示した。 それに応じて、白いポピーキャンペーンはイギリスで多くのメディア報道を受けた。 デイリースター紙は白いポピー運動を批判する記事をいくつか載せた。『ガーディアン』紙では、芸術家のスティーブ・ベルが白いポピーに対するサッチャーの考えを風刺した漫画を出版し、平和誓約ユニオンに再刊を認めた。
2014年、アベリストウィス戦争記念碑に掛けられていた白いポピーの花輪が記念碑から外され、ゴミ箱に捨てられたため、取り換えられる事となった。